# クイリナーレ

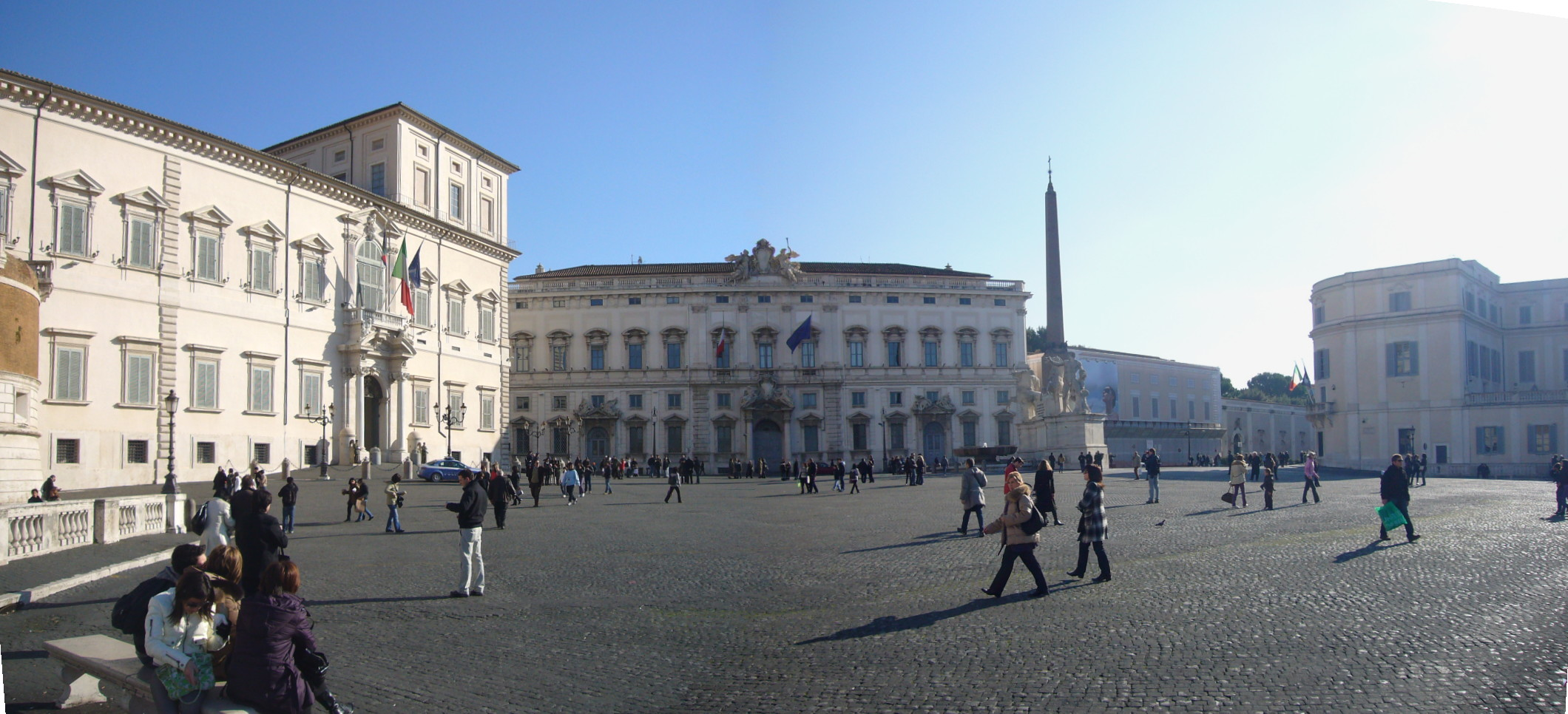
クイリナーレ広場

クイリナーレ (イタリア語: Quirinale，ラテン語: Quirinalis クイリナリス) は、ローマの街の元となったローマの七丘の一つ。クイリナーレの丘（イタリア語: Colle Quirinale，ラテン語: Collis Quirinalis）とも表記される。
また、この名前はイタリア共和国大統領官邸となっているクイリナーレ宮殿を指すこともある。

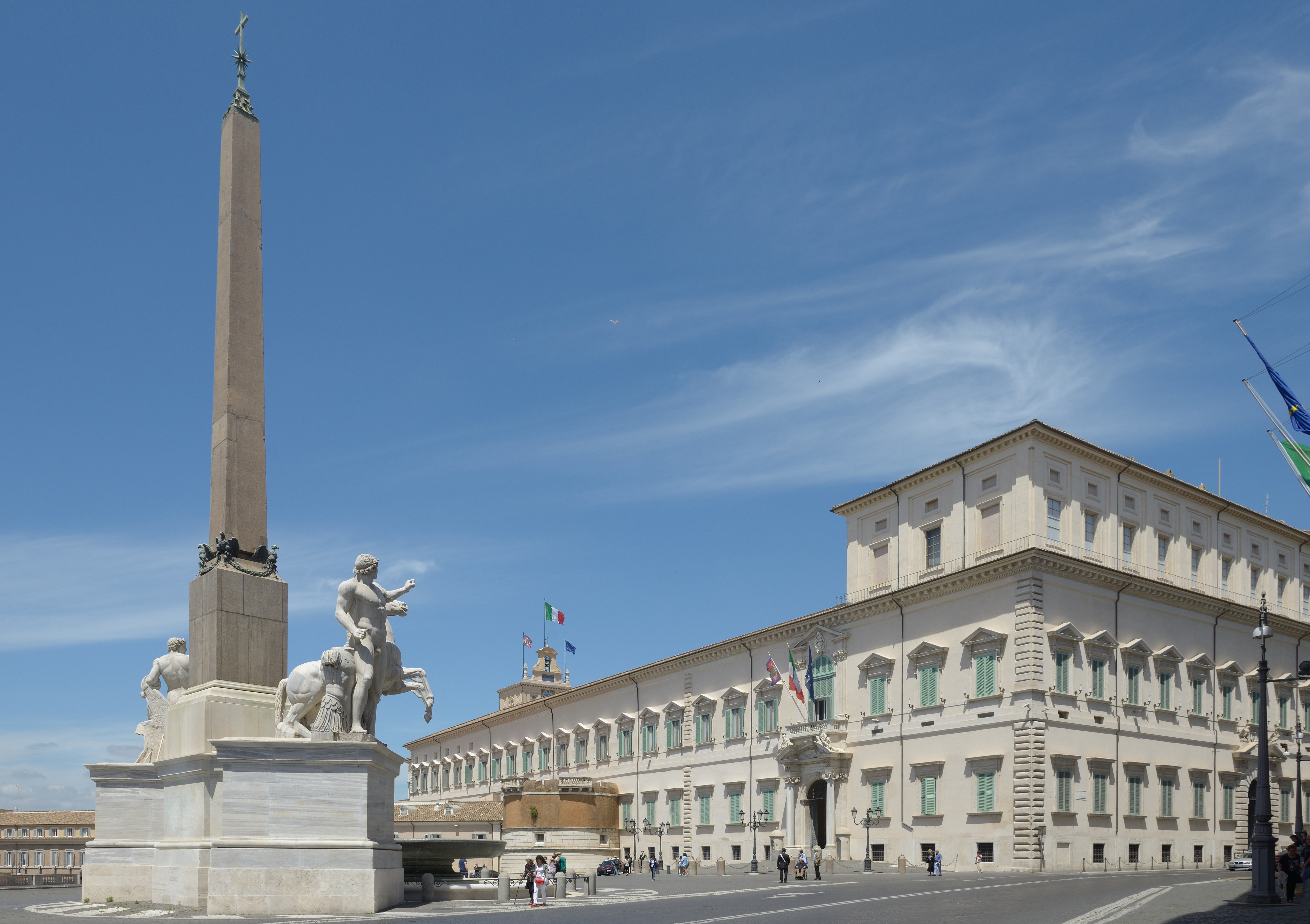
クイリナーレ宮殿

現代の街区で凡そこの範囲を説明するならば、9月20日通り（Via Venti Settembre）およびクイリナーレ通りを尾根線とし、丘の先端はクイリナーレ広場とクイリナーレ宮殿・クイリナーレ庭園である。陸の付け根はピア門付近である。丘の幅は狭く幅500mほどであり、ヴィミナーレの丘との間の谷はナツィオナーレ通り（Via Nazionale）、ピンチョの丘との間の谷はサン・ニコラ・ダ・トレンティーノ通り（Via di San Nicola da Tolentino）やバルベリーニ広場付近である。

## 概要

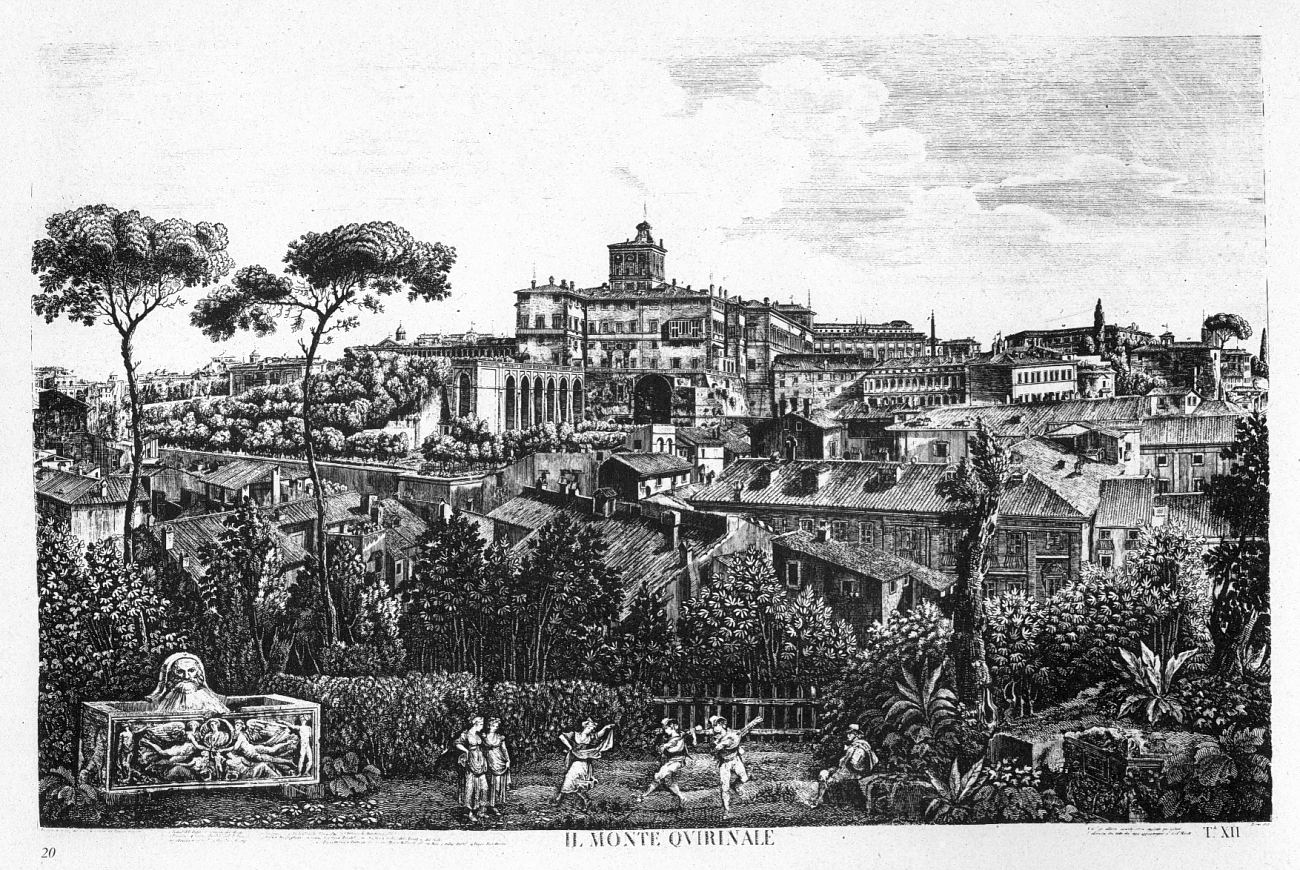
クイリナーレの丘に立ち並ぶ宮殿、ルイジ・ロッシーニが1827年に発行した『ローマ七丘今昔』版画のシリーズ: 現在のトレヴィ近くのアッカデーミア・ディ・サン・ルーカ宮殿から見た景色で、そこは架空の庭となっている

元々は「Collis Latiaris」、「Mucialis」（または Sanqualis）、「Salutaris」という丘の集まりの一部分であった。16世紀に始まった建物の建造によりそれらの区別は失われた。
ローマの伝説に基づくとクイリナーレの丘にはサビニ人の小さな村があり、ティトゥス・タティウス王はローマとサビニとの和平後にそこに住んだとされる。
サビニ人は彼らの神「クゥイリーヌス」に捧げた祭壇をここに立てた（神の名は丘の名前となった）。
紀元前8世紀と7世紀の墓が発見され、サビニ人がこの区域に住んでいた証明ではないかとされる。丘の上にはルキウス・パピリウス・クルソルが第三次サムニウム戦争後に勝利を記念した神殿に移したクイリヌスの墓があった。幾人かの著述家は「三主神」（ユーピテル、ユーノー、ミネルワ）をカンピドリオより前にここで祭っていた可能性を考えている。
オスク＝サビニの神フローラの聖域もここにあった。
紀元前446年、サンクス (古代ローマ)神に神殿が捧げられ、それは他の神殿の廃墟の上に建てられた。またアウグストゥスはマールスに捧げる神殿を立てるように命じた。
コンスタンティヌス1世は街の最後の浴場を建設する命令を出した。この建物は失われてしまったが、いくつかの16世紀の絵画には見ることができる。
中世にはミリツィエの塔とサンティ・ピエトロ・エ・ドメニコ修道院が建設され、コンスタンティヌス浴場の上にはロスピリオージ宮殿が建てられた。この宮殿には現在もクイリナーレ広場にあり二つの有名なディオスクーロイ騎馬像と、ミケランジェロがカンピドリオのセナトリオ宮殿の階段上に移動させた二つの川の神の像があった。

## 古代ローマ時代の地形と位置関係
紀元前31年のローマの地図上に示した、ローマの七丘およびその他の主要地形の名称。都市を囲む黒点線はセルウィウス城壁
初期ローマの七丘
都市ローマ成立前に人が定住したと伝えられる七丘で、オッピウス（オッピオ）、パラティウム（パラティーノの東側）、ウェリア（ヴェーリア）、ファグタル（オッピオの一部）、ケルマルス（パラティーノの西側）、カエリウス（チェリオ）、キスピウスの7つである。
※カッコ内は現代のイタリア語での表記。
ローマの七丘

都市ローマの起源となったローマの七丘は、アウェンティヌス（アヴェンティーノ）、カピトリヌス（カンピドリオ）、カエリウス（チェリオ）、エスクイリヌス（エスクイリーノ）、パラティヌス（パラティーノ）、クイリナリス（クイリナーレ）、ウィミナリス（ヴィミナーレ）の7つである。
※カッコ内は現代のイタリア語での表記。
現代のローマ七丘
アウェンティヌス（アヴェンティーノ）、カピトリヌス（カンピドリオ）、パラティヌス（パラティーノ）、クイリナリス（クイリナーレ）、ホルトゥロルム（ピンチョ）、ヤニクルム（ジャニコロ）、オッピウス（オッピオ）の7つである。
※カッコ内は現代のイタリア語での表記。

## 見どころ
- クイリナーレ宮殿 - 1583年、ローマ教皇グレゴリウス13世のパラッツォして造られ、現在はイタリア共和国大統領官邸として使われている。
- サンタンドレア・アル・クイリナーレ教会（英語版） - カミッロ・パンフィリ（英語版）枢機卿（インノケンティウス10世の甥）に呼ばれたジャン・ロレンツォ・ベルニーニが計画し、ローマのバロックのもっとも上品な手本の一つで、有名な遠景の平面図とすばらしい内装（大理石、スタッコ、金の装飾）を持つ。
- クアットロ・フォンターネ（英語版）とサン・カルロ・アッレ・クアットロ・フォンターネ教会 - 建築家ボッロミーニの最初と最後の作品でファサードは彼の死後完成した。「サン・カルリーノ」とも呼ばれ、元々はサン・カルロ・ボッロメーオ三位一体教会。
- ヴォルピ・ディ・ミズラータ宮殿 - サン・カルリーノ教会前
- ドラーゴ宮殿
- バラッキーニ宮殿（現在は防衛省が置かれている）
- サン・シルヴェストロ・アル・クイリナーレ教会（英語版） - 1000年前後に最初の記載があるが、16世紀に再建され、19世紀にはファサードが改築された。
- コロンナ荘（英語版）（17世紀）- ロスピリオージ宮殿（英語版）の前にあり、カラカッラのセラーピス神殿の跡もある。
- コンスルタ宮殿（英語版） - 現在はイタリアの最高司法府である憲法裁判所となっていて、クレメンス12世のためにフェルディナンド・フーガによって建てられた。クイリナーレ宮殿の前にある。

- ディオクレティアヌス浴場 - ローマ帝国皇帝ディオクレティアヌスが306年に建設した公衆浴場。隣のヴィミナーレの丘との間付近に位置する。

## アクセス
- ローマ地下鉄A線 バルベリーニ駅およびレプッブリカ駅 （どちらも丘の麓にある）